# Leptonema mastigion
Leptonema mastigion is een schietmot uit de familie Hydropsychidae. De soort komt voor in het Neotropisch gebied.